# Alfonso Montemayor
Alfonso Montemayor (* 28. April 1922; † 23. November 2012), auch bekannt unter dem Spitznamen El Capi (der Boss), war ein mexikanischer Fußballspieler auf der Position des Außenverteidigers.  

## Biografie

### Verein
Montemayor spielte die ersten zehn Jahre der Zugehörigkeit des Club León zur Primera División für diesen Verein, mit dem er drei Meistertitel in den Jahren 1948, 1949 und 1952 gewann. Weil sein Leistungsvermögen mit 32 Jahren möglicherweise nicht mehr voll den Erfordernissen der ersten Liga entsprach, er sich aber auch noch nicht ganz von seiner aktiven Laufbahn als Fußballer zurückziehen wollte, ging er für die Saison 1954/55 zum Zweitligisten San Sebastián, der ebenfalls in der Stadt León beheimatet war.
Mit einem Schmunzeln erinnert er sich an seine letzte Saison bei San Sebastián: „Es war schon komisch, plötzlich vor so wenigen Zuschauern zu spielen, nachdem ich vorher immer vor vollen Häusern gespielt hatte.“

### Nationalmannschaft
Sein Debüt in der mexikanischen Nationalmannschaft gab Montemayor am 13. Juli 1947 in einem Spiel gegen den Erzrivalen USA, das mit 5:0 gewonnen wurde. Seinen letzten Länderspieleinsatz absolvierte er am 20. April 1952 beim 0:3 gegen Peru. 
Dazwischen gehörte er zum mexikanischen WM-Kader 1950 und kam bei der 0:4-Auftaktniederlage gegen Gastgeber Brasilien zum Einsatz. 

## Erfolge
- Mexikanischer Meister: 1948, 1949, 1952
- Pokalsieger: 1949
- Supercup: 1948, 1949